# Ayman Ennair
Ayman Ennair (en arabe : أيمن النير), né le 6 avril 2006 à Tétouan (Maroc), est un footballeur marocain jouant au poste d'attaquant au Fath US.

## Biographie

### En club
Natif de Tétouan, il intègre le Moghreb Atlético Tetuán avant de rejoindre le centre de formation du Fath Union Sports à Rabat. 
En février 2023, il prend part au tournoi Mohammed VI  de la catégorie U19 en tant que joueur titulaire. Dans la phase de groupe, il est titularisé face au PSV Eindhoven et le Real Sociedad. Il parvient à éliminer le Rangers FC en quarts de finale grâce à une victoire de 2-1. Le Fath US atteint la finale du tournoi face à l'AS Génération Foot, qui remporte finalement le tournoi,.

### En sélection
Ayman Ennair est international marocain en équipes de jeunes, étant sélectionné pour la première fois par Saïd Chiba avec les moins de 17 ans pour le championnat arabe de football des moins de 17 ans qui a lieu en Algérie. Titulaire dans tous les matchs disputé, il atteint la finale de la compétition contre l'Algérie -17 ans, sorti après une défaite sur séance de penaltys après un match nul à Oran,. Quelques secondes après le sacre de l'Algérie, une altercation éclate entre les joueurs algériens et marocains, provoquant un buzz dans la presse internationale,. Quelques semaines plus tard, la Fédération royale marocaine de football dépose un recours à la FIFA contre l'agression des joueurs marocains.
En novembre 2022, il dispute le tournoi de l'UNAF et remporte la compétition après trois victoires : face à la Tunisie -17 ans (victoire, 2-0), la Libye -17 ans (victoire, 1-0) et l'Égypte -17 ans (victoire, 2-1), assurant ainsi une place à la CAN U17. Il est le premier buteur dans le match contre l'Egypte -17 ans.
Ennair est rappelé en sélection des moins de 17 ans à l'occasion de la CAN des moins de 17 ans qui a lieu au printemps 2023 en Algérie,, dans un contexte de fortes tensions et incertitudes liées aux relations compliquées entre les deux voisins maghrébins,. Titulaire tout du long de la compétition, il se qualifie pour la Coupe du monde grâce à une victoire de 3-0 contre l'Algérie, dont il est l'auteur d'une passe décisive sur le premier but inscrit par Zakaria Ouazane. Il s'impose ensuite en demi-finale face au Mali pour atteindre la finale du tournoi,.Titulaire également en finale de la compétition face au Sénégal, les Marocains mènent au score avant que les Sénégalais reviennent au score à Alger (défaite, 2-1),.
Se préparant pour la Coupe du monde U17, il reçoit sa première sélection avec le Maroc -18 ans en octobre face à l'Angleterre -18 ans (défaite, 1-0). Le 23 octobre 2023, il est sélectionné sur la liste définitive de Saïd Chiba pour la Coupe du monde U17 en Indonésie. Il est éliminé en quarts de finale de la compétition, battu par le Mali -17 ans sur le score de 0-1.

## Palmarès

### En club
- Fath Union Sports
  - Tournoi Mohammed VI (U19)
    -  Finaliste en 2023[4]

### En sélection
- Maroc -17 ans
  - Championnat arabe des nations
    -  Finaliste en 2022[26]

  - Tournoi de l'UNAF (1)
    -  Champion en 2022

  - Coupe d'Afrique des nations
    -  Finaliste en 2023